# 円乗院 (さいたま市)
円乗院（えんじょういん）は、埼玉県さいたま市中央区にある真言宗智山派の寺院。

## 歴史
建久年間（1190年 - 1199年）、畠山重忠の開基である。
元々は武蔵国足立郡道場村（現・同市桜区道場）に位置していたが、慶長年間（1596年 - 1615年）に賢明により現在地に移転した。
1749年（寛延6年）に「談林格」の寺格を得ており、当地における真言宗の中心寺院であった。
当寺の地蔵堂の中に「送り地蔵」と呼ばれる地蔵菩薩像がある。大宮宿で泥酔していた武士を見守っていたという地蔵で、武蔵国足立郡小村田村（現・同市中央区本町東）の在林寺に安置されていたが、明治初期の廃仏毀釈で廃寺となり、後に当寺に移された。室町時代前期の作という。

## 境内
境内は写真撮影が禁止されていて、公式サイトのほか、その旨の看板が仁王門（入口）脇に設置されている。
- 本堂 - 1926年落成
- 多宝塔 - 1981年5月17日落慶
- 五大尊
- 仁王門 - 1992年建立
- 二天門 - 1992年建立
- 安養の館
- 十三仏堂
- 万霊塔 - 1992年改築
- 大日堂
- おとしより幸福観音・ぼけ封じ観音
- 千代桜 - エドヒガンの変種（シダレザクラ）。

## 文化財
- 圓乘院けまん（さいたま市指定有形文化財 昭和42年4月21日指定）[3]
- 圓乘院朱印状（さいたま市指定有形文化財 昭和56年2月13日指定）[4]
- 圓乘院の千代桜（さいたま市指定天然記念物 昭和39年1月13日指定）[5]

## 交通アクセス
- JR与野本町駅より徒歩7分。